# Rye (Nuevo Hampshire)
Rye es un pueblo ubicado en el condado de Rockingham en el estado estadounidense de Nuevo Hampshire. En el Censo de 2010 tenía una población de 5.298 habitantes y una densidad poblacional de 55,71 personas por km².

## Geografía
Rye se encuentra ubicado en las coordenadas 43°2′1″N 70°43′9″O / 43.03361, -70.71917. Según la Oficina del Censo de los Estados Unidos, Rye tiene una superficie total de 95.1 km², de la cual 32.67 km² corresponden a tierra firme y (65.65%) 62.43 km² es agua.

## Demografía
Según el censo de 2010, había 5.298 personas residiendo en Rye. La densidad de población era de 55,71 hab./km². De los 5.298 habitantes, Rye estaba compuesto por el 97.75% blancos, el 0.3% eran afroamericanos, el 0.02% eran amerindios, el 0.91% eran asiáticos, el 0.04% eran isleños del Pacífico, el 0.21% eran de otras razas y el 0.77% pertenecían a dos o más razas. Del total de la población el 1.09% eran hispanos o latinos de cualquier raza.